# Corinne Castets
Pour les articles homonymes, voir Castets.
Corinne Castets, née le 3 juin 1965 à Pau, est une joueuse française de squash, championne d'Europe en 1993 et 11 fois championne de France entre 1986 et 1999.

## Biographie
Née à Pau, elle commence par pratiquer le basket-ball jusqu'au niveau Nationale 2 puis elle découvre la pelote basque. Elle devient championne de France 2e série avec sa mère en 1984 puis vice championne de France 1re série l'année suivante. Elle commence le squash en 1983 puis domine le squash français en étant no 1 française pendant 15 années consécutives. Elle est sélectionnée pendant 20 ans en équipe de France (170 sélections). Au niveau européen, elle est championne d'Europe en 1993, 3e aux Championnats d'Europe par équipes 2004 et a deux titres de championne d’Europe des clubs

## Palmarès

### Titres
- Championnats d'Europe : 1993
- Championnats de France : 11 titres (1986, 1988-1996, 1999)